# Bloglines
Bloglines fu un servizio online per l'organizzazione, la gestione e la lettura dei feed RSS.

## Storia
Il servizio fu creato nel 2003 da Mark Fletcher. Nel 2005 venne acquistato da IAC Search & Media, società che fornisce servizi in internet, proprietaria anche del motore di ricerca ASK. Dal 2010 il servizio fu di proprietà di MerchantCircle
Dal 27 agosto 2007 Bloglines diventò disponibile anche in una nuova versione sviluppata in AJAX che introdusse alcune novità tra cui la possibilità di organizzare l'elenco dei feed trascinandoli direttamente con il mouse. Dal 23 luglio dello stesso anno Bloglines fu disponibile anche in una versione ottimizzata per la visualizzazione sull'Apple iPhone.
Il 9 settembre 2010 Ask.com annunciò l'intenzione di chiudere il servizio a partire da primo ottobre 2010. Tuttavia l'interessamento a Bloglines da parte di MerchantCircle evitò la chiusura e permise di mantenere online il sito. Anche gli account esistenti furono confermati dalla nuova proprietà anche se al primo accesso alla nuova piattaforma, l'utente doveva accettare i nuovi termini di contratto.
Da gennaio 2015 il sito web Bloglines.com è offline; gli utenti possono comunque recuperare l'elenco delle proprie sottoscrizioni tramite Netvibes, utilizzando i dati dell'account Bloglines

## Caratteristiche
Bloglines permetteva la gestione dei feed tramite una interfaccia a due colonne. Sulla destra una struttura ad albero organizzata per cartelle conteneva i vari feed mentre sulla sinistra appariva il contenuto del feed selezionato.
Bloglines supportava sia lo standard RSS che lo standard Atom. Tra le funzioni accessorie era disponibile uno spazio per gli appunti, dove copiare il contenuto di un feed, ed un servizio di blog. Quest'ultimo poteva essere utilizzato come strumento autonomo, ma essendo integrato nella piattaforma funzionava principalmente come spazio per la ripubblicazione dei contenuti letti tramite feed.
Ogni utente registrato su Bloglines poteva scegliere di mantenere il proprio profilo privato oppure renderlo pubblico; in quest'ultimo caso l'elenco dei feed diventava disponibile anche agli utenti non iscritti al servizio ma che ne conoscano l'URL personale.  Le stesse impostazioni potevano applicarsi al blog interno.
Bloglines forniva anche potenti strumenti di ricerca per l'individuazione delle fonti, includendo anche directory che raggruppavano per argomento alcuni feed molto popolari.
Rispetto ad un lettore di feed installato localmente, Bloglines offriva il vantaggio di aggiornare i feed nel momento stesso in cui venivano pubblicati. In tal modo accedendo al servizio l'utente trovava le nuove informazioni già disponibili per la lettura.
Il servizio era disponibile in Inglese, Spagnolo, Cinese tradizionale, Giapponese, Francese, Tedesco, Portoghese, Italiano ed Olandese.